# Jennifer Paige (album)
Jennifer Paige – debiutancki album amerykańskiej wokalistki popowej Jennifer Paige, wydany 11 sierpnia 1998 przez wytwórnię Hollywood Records. Głównym producentem kompozycji jest Andy Goldmark.

## Lista utworów
1. „Crush”
2. „Questions”
3. „Always You”
4. „Get to Me”
5. „Busted”
6. „Sober”
7. „Between You and Me”
8. „Let It Rain”
9. „Just to Have You”
10. „Somewhere, Someday”
11. „Always You” (bonus remix)